# 三十年式歩兵銃
三十年式歩兵銃（さんじゅうねんしきほへいじゅう）または三十年式小銃（さんじゅうねんしきしょうじゅう）は、1897年（明治30年）に大日本帝国陸軍で採用されたボルトアクション式小銃である。
近代的な国産連発式小銃として日露戦争において陸軍の主力小銃として使用された。陸軍軍人の有坂成章によって開発されたため、欧米では三十年式歩兵銃および三十年式歩兵銃を直接・間接的に母体とする小銃（三八式歩兵銃・九九式小銃など）をまとめて「アリサカ・ライフル(Arisaka rifle)」と呼称している。

## 概要
帝国陸軍は日清戦争で単発式の十三年式・十八年式村田単発銃（開発・村田経芳）を主力小銃として使用した。一方、対戦相手の清国軍の一部では、ドイツから輸入した口径7.92mmの連発式ボルトアクション式小銃である、Gew88（1888年にドイツで採用。のちに清国が漢陽八八式歩槍として1895年から国産化）を装備しており、これは村田銃よりも優れていた。
既に1889年（明治22年）に日本初の連発式ボルトアクション式小銃である二十二年式村田連発銃が採用されてはいたが、同銃は管状弾倉式で、装填の手間や、特に平頭弾に由来する命中精度の悪さなどで難があり、実戦では使い物にならず主力小銃とはなりえなかった。そこで新型の連発式小銃の開発が急務となった。
三十年式歩兵銃は、村田銃を生んだ村田経芳の後任となった有坂成章によって設計され、装填子（ストリッパークリップ）が使用できる尾筒弾倉式で連発を実現することで装填を簡単にした。弾倉底板（フロアプレート）を着脱式とする事で、装填済の弾薬の排出も二十二年式村田連発銃に比べて極めて容易となった。発射薬には無煙火薬を用い、口径を6.5mm（三十年式実包）と小さく抑え、高初速で優れた命中率の銃にまとめた。いずれもマンリッヘル小銃やモーゼル小銃（一説にはGew88の影響）など、外国の銃にあった要素を取り込んだもので、画期的新機軸はないが、完成品は当時の世界水準を越えた傑作になった。銃身は炭素鋼であったが、要求される強度の鋼を当時の日本では製造できず、輸入に頼った。銃床の材木は北海道の料地で採取されたオニグルミが用いられた。専用銃剣として新たに三十年式銃剣が採用され、銃剣突撃を強く意識した小銃となった。
村田銃は槓桿（ボルトハンドル）を起こした際に撃茎（コッキングピース）のコッキングが完了するコックオン・オープニングを採用しており、遊底（ボルト）はシャスポー銃やモシン・ナガンに似た2ピース構造であったが、三十年式（有坂銃）は新たにモーゼルタイプの1ピース構造の遊底を採用し、動作方式はスウェディッシュ・マウザーに範を取ったコックオン・クロージング方式となった。この方式は槓桿を起こしただけではコッキングが部分的にしか行われず、遊底を前後させる際に遊底が前進する力を利用して撃茎のばねが押し縮まり、コッキングが完了する。モーゼル（マウザー）銃のボルトの後ろ寄りには、先端のロッキングラグが二個とも破断した際にボルト後落を防ぐためのセーフティーラグが設けられているが、三十年式ではボルトハンドルの付け根がレシーバーとかみ合う（通常、互いに接触はしていない）ことで、セーフティーラグの役割を果たしている。レシーバーの薬室手前上面には二本の貫通孔が設けられ、薬莢が異常圧で破損した場合にガスを逃がす機能を果たした。
後年の三八式歩兵銃との外見上の違いは、撃茎がボルトシュラウドに覆われておらず、露出している為にコッキングの状態が村田銃同様に明瞭に判別できる事である。三十年式はこの撃茎にフック式の安全装置（副鉄）が取り付けられており、コッキング後に通常は横に倒れている副鉄を垂直に起こす事で撃茎が固定される為に、引金を引いても撃発出来なくなる。また、副鉄を起こしている間はレシーバーの切り欠きに副鉄の突起がはまり込み、遊底の開閉自体も制限する構造である。またボルトハンドル先端が球状になっていて、三八式の楕円状とは異なる。三十年式はコックオン・クロージングを採用した為に、コックオン・オープニング方式のようにボルトハンドルを起こして再度倒す動作では再コッキングが行えない。その為、万一実包が不発を起こした際、再度の雷管への打撃を行えるように、この副鉄のフックを直接引く事でもコッキングが行える構造となっている。遊底には槓桿が閉鎖位置に戻っていなければ引金が引けなくなる避害筍（ひがいじゅん）と呼ばれる構造も採用され、村田銃よりも安全性を重視した構造となっていた。
試作時に、6mm、6.5mm、7mmの各口径で試されたが、6mmでは当時の工作技術では困難であり、7mmでは反動が強いため6.5mmが採用された。これは当時の軍用銃では小口径の部類である。イタリアのカルカノ M1891小銃のカルカノ弾（6.5mm×52）に倣ったというともいわれる。当時としては、資源に乏しい日本の国力にも、最も適した口径であり、また、撃ちやすさ・命中率の高さを生んだ。のちに九二式重機関銃が採用されると、6.5mm弾が小銃・軽機関銃用、7.7mm弾が重機関銃用との棲み分けがなされた。のちに6.5mm弾は、車輌相手などの対物威力の不足が問題とされ、1930年代から帝国陸軍の小銃・軽機関銃も7.7mm弾仕様に徐々に更新されることになる。しかし1945年（昭和20年）の第二次世界大戦終戦時にもこの更新は完了しておらず、加えて日本の7.7mm実包には細部が異なる九二式と九七式が併存していた。明治期に6.5mmの小口径実包を合目的に採用したことは結果として、のちに太平洋戦争（大東亜戦争）時の日本軍の補給体系に余計な混乱をもたらす一因になった。欧米諸国では、19世紀末～20世紀初頭の7～8mm弾をそのまま第二次大戦でも使用し続けたのでこうした補給の混乱は起こらなかった（ただし日本と同じ6.5mm弾を採用していたイタリアを除く）。
この三十年式実包は、村田連発銃の弾頭重量15.5gに対して10.4g、装薬量は2.4gから2.1gと省資源化がなされており、初速は逆に612m/sから700m/sと高速化されている。この6.5mm×50SR弾を挿弾子（ストリッパークリップ）を用いて5発ずつにまとめて小銃に装填した。
1897年（明治30年）に採用された本銃は、1903年（明治36年）に全野戦軍（部隊）への配備を完了した。後備役などの二線級部隊（後備連隊）でなお旧式の村田連発銃が用いられる状況での日露戦争開戦であったが、三十年式歩兵銃がこの戦争の主力小銃であった。しかし、三十年式は遊底周辺のクリアランスが後年の有坂銃よりきつめに作られており、ダストカバーを持たなかった為に満州では砂塵による作動不良に悩まされることになった。また、露出した撃茎は万一実包が異常な高圧となり発射圧がレシーバーのガス穴のみで処理しきれなかった場合、撃針が撃茎ごと後方（≒射手の顔面）に吹き飛ばされる可能性が残っており、1902年（明治35年）には後に三八式歩兵銃も手掛ける事になる南部麒次郎により、こうした弱点を改良した三十五年式海軍銃が海軍特別陸戦隊向けに製造されている。三十五年式はやや華奢な印象を受ける三十年式の撃茎を大型化し、機関部への砂塵侵入を防ぐ手動式のダストカバーが追加された。
のちに有坂成章の後を受けた南部麒次郎により、本銃をベースに一部を改良した三八式歩兵銃が開発・採用されるが、この改良は機関部の部品点数削減による合理化、万一の異常高圧の際の撃針の吹き飛びを予防する安全装置一体型のボルトシュラウド（撃茎駐胛）の採用、防塵用遊底覆（ダストカバー）の付加、弾頭の尖頭化（三八式実包）がなされたぐらいであり、基本となった三十年式歩兵銃の設計思想は非常に的を射たものであった。
三八式歩兵銃は日露戦争後の日本軍（陸海軍）主力小銃として使用され、これに更新され旧式となった三十年式歩兵銃は菊花紋章の上に二重丸の刻印を押されて、旧制中学校以上では必修科目の教練（敬礼に始まる基本動作から、小隊もしくは中隊規模の集団行動まで教える科目）用に払い下げられた。
1914年に第一次世界大戦が勃発すると、連合国の要請により輸出された。イギリスへは訓練用として2万丁が、ロシアへは35万6千丁と3000万発の実包がそれぞれ売却された。ロシアへ売却された兵器の代金は、ロシア革命による帝国の崩壊によって踏み倒された。

## 派生型

### 三十年式騎銃（三十年式騎兵銃）

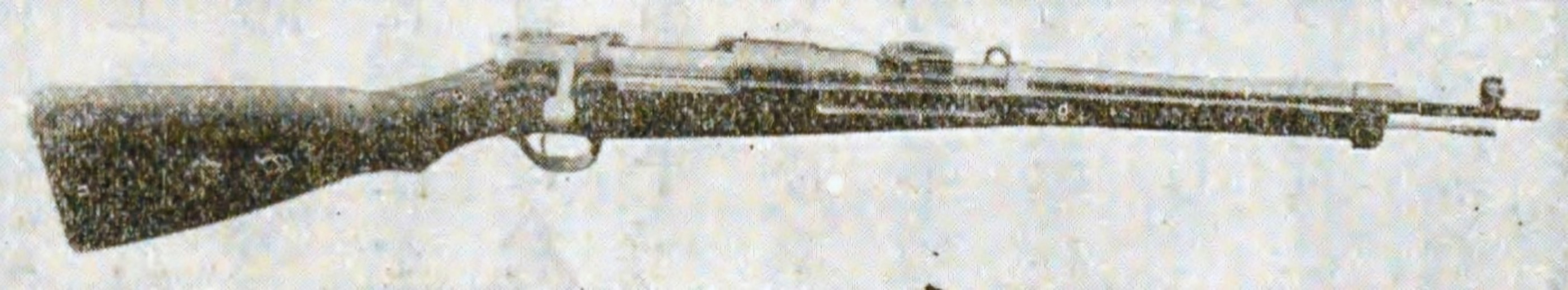
昭和4年頃に撮影された三十年式騎銃

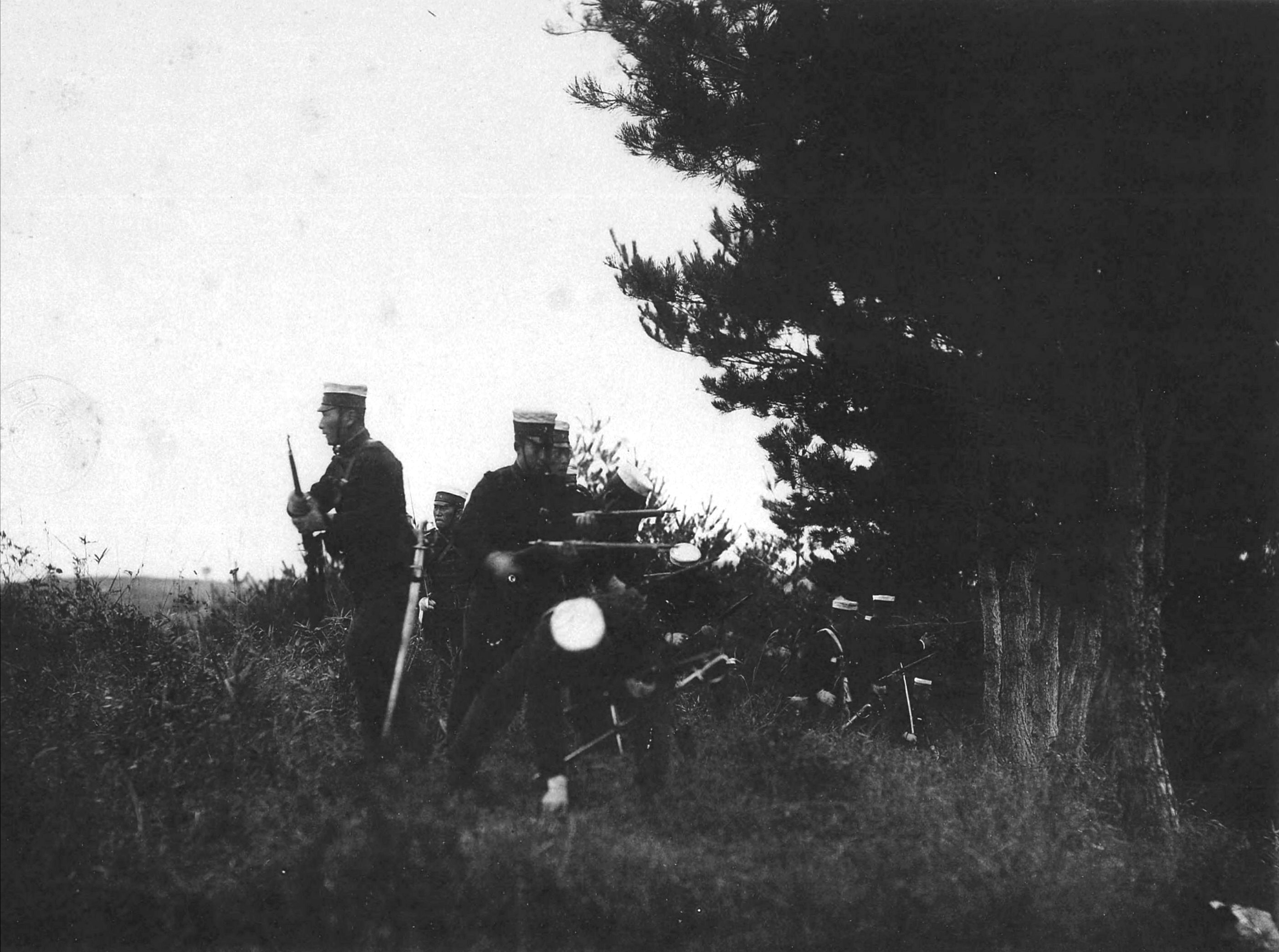
三十年式騎銃を手に徒歩戦を行う騎兵（明治35年撮影）

三十年式歩兵銃の全長を300mm短くした騎兵用の騎銃（騎兵銃）。短くされたのは銃身の部分で、歩兵式の 790mm に対し、480 mm の長さである。馬上で背負いやすいように負紐を取り付ける負環が銃下部から銃左側面に移されており、上帯（フロントバンド）に銃剣架が付いていない事となっている。これは村田銃を元にした騎兵銃も概ね同様の仕様で、当時の騎兵はサーベルを佩用し着剣せずに突撃を行った為であるが、海外に残る現存品の多くは銃剣架が取り付けられ、着剣が行える仕様となっている。これは1906年（明治39年）の時点で歩兵銃に準ずる着剣可能な上帯に改正されたためである。なお、後継の三八式騎銃は当初から着剣可能な仕様である。

### 三十五年式海軍銃
三十年式歩兵銃をベースに南部麒次郎が改良を行い、「三十五年式海軍銃」として制定、海軍に少数配備された。

### 光緒二十九式歩兵銃（C型銃）
光緒29年（1903年）、清国は三十年式歩兵銃の輸入を始めた。当初1,500丁を購入し、それから何点かの改修を要望した。すなわち、照門をラダー型からモーゼル式小銃風のタンジェント型へ変更すること、菊花紋章を清王朝を象徴する龍の紋章に変更すること、「三十年式」の刻印を「光绪二十九年制」に変更することの3点である。これらの改修は東京砲兵工廠にて行われた。清国向け輸出仕様の銃を指して、日本側ではC型銃の名称が使われた。辛亥革命までに二十九式歩兵銃/騎銃は4万丁が輸出された。また、その後も中華民国が輸入を続け、1917年までに合計150,967丁の三十年式が輸出されたとする記録もある。1903年には三十年式実包を標準小銃弾に指定することも検討され、中国の主要な兵器廠のほとんどで製造が始まった。二十九年式の輸入および運用をきっかけに、以後も中国の諸勢力において三八式歩兵銃などを始めとする各種の有坂銃が広く使われていくことになる。

### 北支三十年式小銃
三十年式騎銃をベースとした民間製造製品である。日中戦争の激化に伴い小銃の需要が増大する中、三八式歩兵銃に代わって現地人部隊（皇協軍、偽軍）向けの中国国内で製造可能な小銃として設計されたと言われている。詳しい記録は残されていないが、1938年から1943年頃までに、天津の少なくとも5つの小規模工場から成る合同企業によって、およそ38,500丁が製造された。基本的な設計は三十年式騎銃を踏襲しているが、使用弾薬は中国で最も普及し調達が容易だった7.92x57mmモーゼル弾に変更されている。レシーバーに型式番号は刻印されておらず、桜の紋章が刻まれているのみである。正式な名称は不明だが、欧米圏では後におよそ同じ目的で設計された北支一九式小銃（North china type 19）からの類推で、北支三十年式小銃（North China Type 30）などと通称される。

### 三八式歩兵銃
三十年式歩兵銃を直接的な基として構造の簡略化や信頼性および安全性の向上を図った後継歩兵銃。

## 登場作品

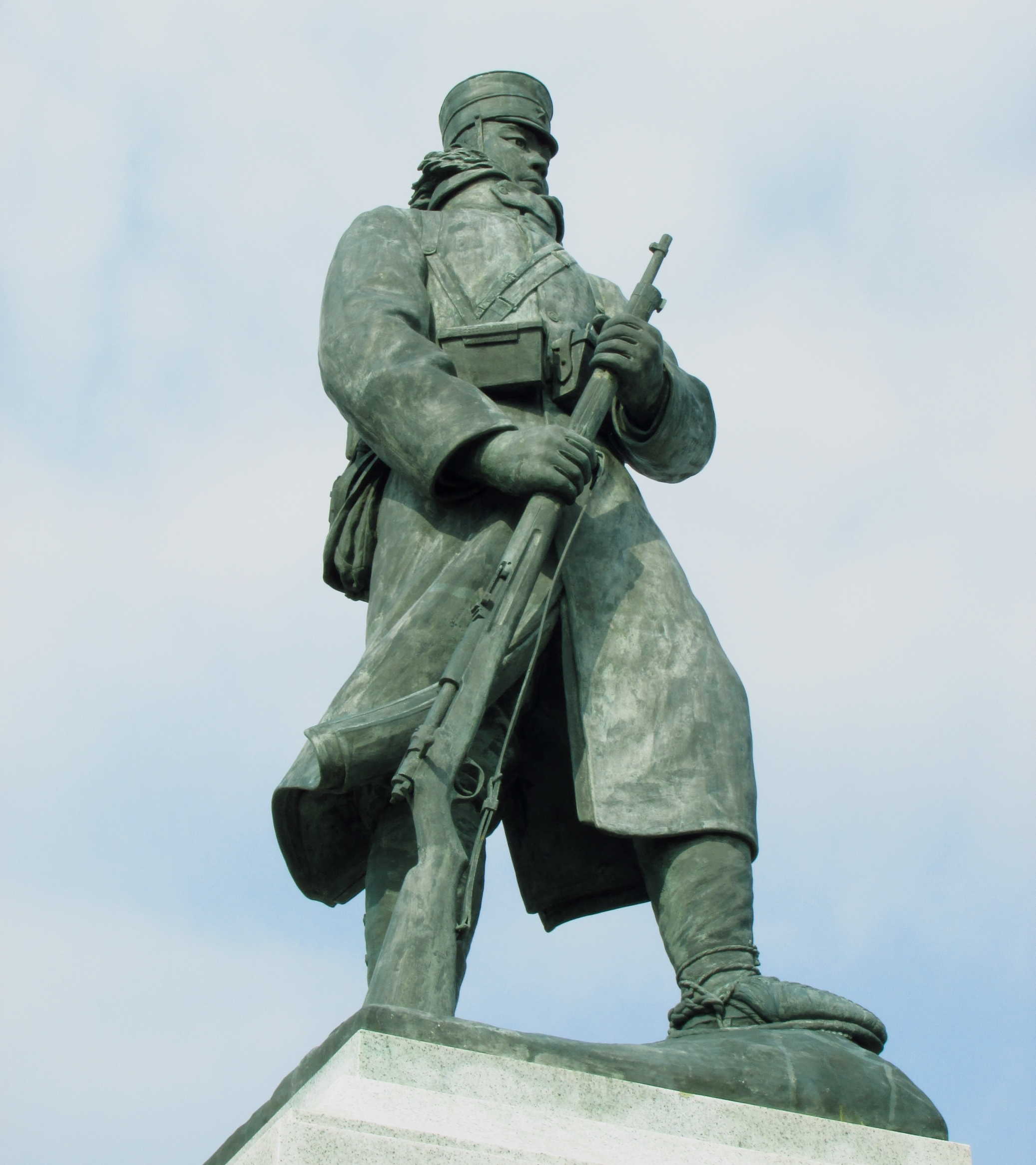
雪中行軍遭難記念像（銅像部分のアップ）

### 銅像
大熊氏廣「雪中行軍遭難記念像」
1902年（明治35年）の八甲田雪中行軍遭難事件の記念碑として、1903年（明治36年）に立てられた。三十年式歩兵銃を携行して立ったまま仮死状態だった、後藤房之助伍長が携行している姿が題材にとられている。青森市有形文化財。

### 漫画
『消滅線雷撃』
『戦場まんがシリーズ』の一編。払い下げられ、猟銃として使用されている。
『ゴールデンカムイ』
主人公および第七師団を始めとする日本陸軍の兵士が使用。